# Ceaplea, Letîciv
Ceaplea (în ucraineană Чапля) este localitatea de reședință a comunei Ceaplea din raionul Letîciv, regiunea Hmelnîțkîi, Ucraina.

## Demografie
Componența lingvistică a localității Ceaplea
     Ucraineană (99,28%)
     Alte limbi (0,72%)
Conform recensământului din 2001, majoritatea populației localității Ceaplea era vorbitoare de ucraineană (99,28%), existând în minoritate și vorbitori de alte limbi.